# Lingayen
Lingayen is een gemeente in de Filipijnse provincie Pangasinan op het eiland Luzon. Bij de laatste census in 2007 had de gemeente bijna 96 duizend inwoners.
Lingayen is de geboorteplaats van voormalig president Fidel Ramos.

## Geografie

### Bestuurlijke indeling
Lingayen is onderverdeeld in de volgende 32 barangays:
| - Aliwekwek - Baay - Balangobong - Balococ - Bantayan - Basing - Capandanan - Domalandan Center - Domalandan East - Domalandan West - Dorongan | - Dulag - Estanza - Lasip - Libsong East - Libsong West - Malawa - Malimpuec - Maniboc - Matalava - Naguelguel - Namolan | - Pangapisan North - Pangapisan Sur - Poblacion - Quibaol - Rosario - Sabangan - Talogtog - Tonton - Tumbar - Wawa |

## Demografie
Lingayen had bij de census van 2007 een inwoneraantal van 95.773 mensen. Dit zijn 6.882 mensen (7,7%) meer dan bij de vorige census van 2000. De gemiddelde jaarlijkse groei komt daarmee uit op 1,03%, hetgeen lager is dan het landelijk jaarlijks gemiddelde over deze periode (2,04%).

## Geboren in Lingayen
- Nicanor Padilla (1852-1936), medicus en politicus
- Aguedo Agbayani (1919-2003), afgevaardigde en gouverneur
- Fidel Ramos (1928-2022), president van de Filipijnen (1992-1998)
- Cipriano Primicias jr. (1931-2012), afgevaardigde en gouverneur